# Hellula undalis
Sâu kéo màng hay sâu kéo mạng (Danh pháp khoa học: Hellula undalis) là một loài bướm đêm thuộc họ Crambidae. Nó là loài phân bố rộng rãi có ở châu Âu ngang qua châu Á tới Thái Bình Dương. Sải cánh dài khoảng 18 mm. Cánh sau có màu xám đồng nhất và đậm hơn ở rìa. Ấu trùng ăn một loạt cây, chủ yếu cây trong họ Brassicaceae, hiện chúng đã hại rau cải tại đồng bằng Sông Cửu Long. Chúng sử dụng tơ để quấn quanh cành cây, thân cây và các vật thể tiếp xúc với cây, biến mục tiêu bị quấn giống xác ướp.